# Liên hoan phim quốc tế Berlin lần thứ 63
Liên hoan phim quốc tế Berlin lần thứ 65 được tổ chức từ ngày 7 đến ngày 17 tháng 2 năm 2013. do đạo diễn Trung Quốc, ông Vương Gia Vệ làm chủ tịch Hội đồng giám khảo và bộ phim Nhất đại tông sư của ông cũng được chọn làm bộ phim mở màng trong buổi khai mạc liên hoan phim này. Giải Gấu vàng đã được trao cho bộ phim Romani, phim Child's Pose của đạo diễn Călin Peter Netzer, và được phục vụ ở cuối liên hoan phim.